# Timbuka bogotensis
Timbuka bogotensis là một loài nhện trong họ Anyphaenidae.
Loài này thuộc chi Timbuka. Timbuka bogotensis được Ludwig Carl Christian Koch miêu tả năm 1866.